# Gonocarpus humilis
Gonocarpus humilis là một loài thực vật có hoa trong họ Haloragaceae. Loài này được Orchard miêu tả khoa học đầu tiên năm 1975.